# Terry Strle
Terry Strle (* in Joliet, Illinois) war von 2007 bis 2010 Bürgermeisterin von Fairbanks in Alaska.
Strle kam Anfang der 1980er aus Illinois nach Alaska, um an der University of Alaska Fairbanks zu studieren. 1984 schloss sie ihre Ausbildung mit einem Bachelor of Arts in Sprechwissenschaft (speech communication) ab. Im November 2007 gewann sie die Bürgermeister-Stichwahl knapp gegen ihre Konkurrentin Vivian Stiver und wurde die erste Frau im Bürgermeisteramt von Fairbanks seit Ruth Burnett 1982. Bei der Wahl 2010 unterlag Terry Strle ihrem Herausforderer und aktuellen Bürgermeister Jerry Cleworth.